# Rude (cràter)
Rude és un cràter d'impacte en el planeta Mercuri de 68 km de diàmetre. Porta el nom de l'escultor francès François Rude (1784-1855), i el seu nom va ser aprovat per la Unió Astronòmica Internacional el 1985.